# Alfredo Capelli
Alfredo Capelli (Milano, 5 august 1855 - Napoli, 28 ianuarie 1910) 
a fost un matematician italian, director din 1894 al Jurnalului de Matematică.
A fost implicat în studii de teoria formelor și ecuațiilor algebrice și a sistemelor liniare algebrice pe teorema care îi poartă numele, împreună cu matematicianul francez Eugène Rouché.
1. 1 2  MacTutor History of Mathematics archive, accesat în 22 august 2017
2. 1 2 3  Czech National Authority Database, accesat în 8 decembrie 2024